# Cercle Brugge Koninklijke Sportvereniging
Il Cercle Brugge Koninklijke Sportvereniging, abbreviato in Cercle Brugge KSV e noto comunemente come Cercle Brugge o in breve Cercle, è una società calcistica belga con sede nella città di Bruges. Milita attualmente in Pro League, la massima serie del campionato belga di calcio.
Fondato nel 1899, disputa le gare interne nello Stadio Jan Breydel di Bruges, che condivide con i concittadini del Club Bruges.
Vinse il primo titolo nazionale nel 1911, per poi ripetersi nel 1927 e nel 1930. In bacheca annovera anche due Coppe del Belgio, vinte nel 1927 e nel 1985. Vanta inoltre varie partecipazioni alle coppe europee.

## Storia
Il Royal Cercle Sportif Brugeois fu fondato il 9 aprile 1899 e registrato alla federcalcio belga il 7 novembre dello stesso anno (matricola numero 12). A costituirlo furono ex studenti dell'istituto Saint-François-Xavier di Bruges. Poco dopo si fonde con il Rapid Football Club e nel 1902 ingloba una parte dei membri del Vlaamsche Football Club.
Nel 1911 divenne la prima squadra fiamminga a vincere il campionato belga, dopo due club valloni (RFC Liegi, tre volte) e due club di Bruxelles (il Racing Bruxelles e l'Union Saint-Gilloise, sei volte a testa). Si ripeté nel 1927, anno in cui vinse anche la Coppa del Belgio, e nel 1930.
Dopo la seconda guerra mondiale il Cercle visse un periodo di declino. Tornato in massima serie (dopo quindici anni) solo nel 1961, retrocesse nuovamente in seconda serie nel 1965-1966, ma, accusato di corruzione, fu condannato dalla goiustizia sportiva alla retrocessione in terza divisione. Nel 1967 il club ingaggiò l'allenatore Urbain Braems e si diede un obiettivo: risalire in massima serie entro cinque anni. L'obiettivo fu centrato nel 1971. Frattanto, nel luglio 1968 il club aveva cambiato nome in Cercle Brugge Koninklijke Sportvereniging.
Tornata in massima divisione, la squadra si salvò subito grazie al quinto posto del 1971-1972. Ebbe solo due allenatori dal 1967 al 1977, Urbain Braems e Han Grijzenhout, che si accasò al Lokeren e fu sostituito nell'estate del 1977 dal greco Lakis Petropoulos. Il tecnico ellenico ebbe difficoltà di ambientamento anche a causa delle difficoltà linguistiche e la sua gestione fallimentare si chiuse con la retrocessione della squadra in seconda serie. Il rientrante Han Grijzenhout riuscì a riportare il Cercle in massima serie, grazie al secondo posto in seconda divisione.
Seguirono anni di consolidamento in massima serie, con un climax raggiunto nel 1984-1985, quando il club si aggiudicò nuovamente la Coppa del Belgio battendo in finale il KSK Beveren ai tiri di rigore (1-1 dopo i tempi supplementari) e qualificandosi così per una coppa europea dopo cinquant'anni.
Nel 1985-1986, in Coppa delle Coppe, il Cercle uscì al primo turno contro la Dinamo Dresda per la regola dei gol fuori casa (vittoria per 3-2 in casa e sconfitta per 2-1 in trasferta). In quella stagione raggiunse nuovamente la finale della Coppa del Belgio, dove fu sconfitta per 3-0 dai concittadini del Club Bruges, che beneficiò di due discussi calci di rigore realizzati da Jean-Pierre Papin.
Decisivo fu poi l'ingaggio, nel 1988, del talentuoso jugoslavo Josip Weber, che dopo un periodo di adattamento iniziò a segnare con continuità, issandosi in vetta alla classifica dei marcatori della squadra del periodo 1989-1994 e laureandosi capocannoniere del campionato dal 1992 al 1994. Negli anni '90 un altro elemento chiave del Cercle fu il rumeno Dorinel Munteanu.
Giunta nuovamente in finale di Coppa del Belgio nel 1995-1996, la squadra perse per 2-1 ancora contro il Club Brugge, che si aggiudicò così il double campionato-coppa, liberando un posto per il Cercle, che ebbe dunque accesso alla Coppa UEFA 1996-1997.

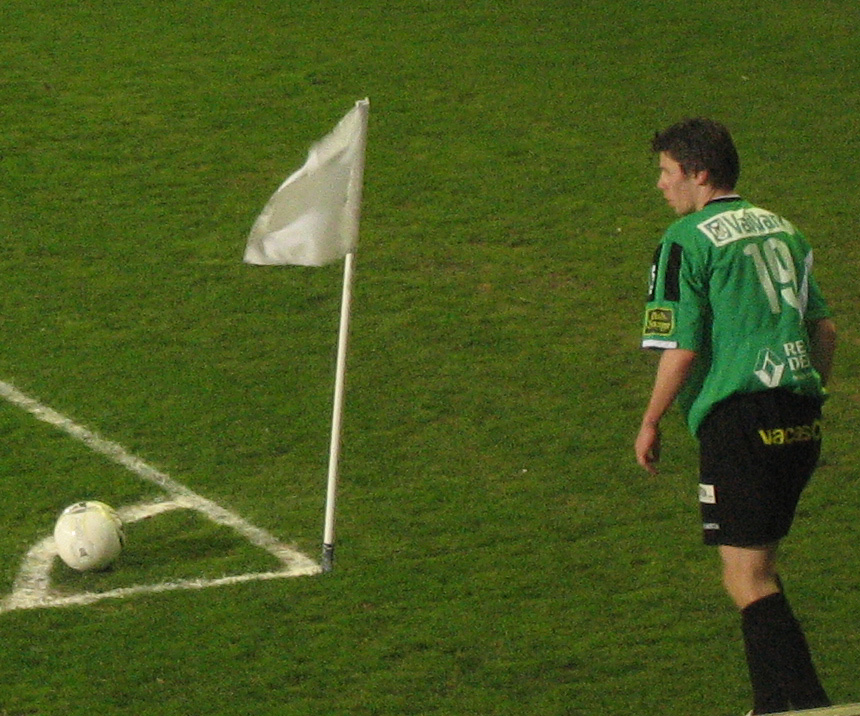
Stijn De Smet in azione con il Cercle Brugge nel 2008

L'annata 1996-1997, sotto la guida di Jerko Tipurić, vide il Cercle uscire al primo turno di Coppa UEFA contro i norvegesi del Brann e uscire indebolito dal calciomercato estivo, prima dell'amara retrocessione in seconda serie.
Per le cinque stagioni successive il Cercle non riuscì a ottenere la promozione in massima serie. Nel 2002-2003 alla presidenza del club subentrarono Frans Schotte e il ritorno in panchina di Jerko Tipurić, che guidò i suoi alla promozione in Jupiler League dopo sei anni.
Dal 2003 il Cercle si piazzò regolarmente a metà classifica della divisione di vertice del calcio belga, andando oltre solo nel 2007-2008, quando giunse quarta. Partecipò anche alla UEFA Europa League 2010-2011, in cui riuscì a superare il secondo turno contro i finlandesi del TPS, prima dell'eliminazione contro i ciprioti dell'Anorthōsis al terzo turno. Nel 2012-2013 il Cercle rischiò la retrocessione in seconda serie, ma, pur essendosi classificato ultimo, si salvò dopo aver vinto il play-out contro la penultima, il Beerschot, e poi il successivo girone di play-out. Nella stessa annata raggiunse la finale della Coppa del Belgio, persa contro il Genk.
Il quindicesimo posto dell'annata 2013-2014 obbligò il Cercle a disputare nuovamente i play-off per evitare la retrocessione, ma stavolta tre sconfitte contro il Lierse, inclusa quella subita nella stagione regolare, condannarono il club di Bruges a una nuova retrocessione in seconda serie dopo dodici anni.
Dopo quattro anni di militanza in Tweede Klasse, la seconda divisione, nel 2017-2018 il club ha riguadagnato la massima serie.
Una serie di cinque stagioni a metà classifica termina nel 2023-2024, quando con l'austro-bosniaco Miron Muslić in panchina il Cercle conquista il quinto posto nella stagione regolare, per poi qualificarsi all'Europa League come quarto classificato grazie a un combattuto pareggio all'ultima giornata nel derby con il Club Bruges (il quale a sua volta con questo punto vince il titolo).

## Allenatori
- 1910-1914:  Joseph Dewulf
- 1914-1928:  Louis Saeys
- 1928-1937:  Florimond Vanhalme
- 1937-1938:  William Maxwell
- 1938-1940:  Hugo Fenichel
- 1940-1941:  Florimond Vanhalme
- 1941-1942:  Louis Saeys
- 1942-1944:  Willy Steyskal
- 1944-1946:  Louis Baes
- 1946-1948:  André De Schepper
- 1948-1950:  Louis Baes
- 1950-1951:  Georges Vanden Bempt
- 1951-1951:  Bill Kennedy
- 1952-1954:  Louis Versyp
- 1953-1954:  Arthur Ruysschaert (ad interim)1
- 1954-1956:  Guy Thys
- 1956-1957:  Louis Versyp
- 1958-1962:  Edmond Delfour
- 1962-1963:  Jules Bigot
- 1963-1966:  Georges Meuris
- 1966-1967:  Jules Van Dooren
- 1967-1972:  Urbain Braems
- 1972-1977:  Han Grijzenhout
- 1977-1978:  Lakis Petropoulos
- 1978:  Lucien Masyn
- 1978-1979:  Han Grijzenhout
- 1979-1982:  Leo Canjels
- 1982-1983:  Han Grijzenhout
- 1983-1984:  Henk Houwaart
- 1984:  Bram van Kerkhof
- 1984-1987:  Georges Leekens
- 1987-1988:  René Taelman
- 1988-1989:  Roland Rotty
- 1989-1991:  Han Grijzenhout
- 1991:  Eric Lagrou
- 1991-1993:  Henk Houwaart
- 1993-1994:  Georges Leekens (1º novembre 1993 - 30 giugno 1994)
- 1994-1997:  Jerko Tipurić
- 1997-1998:  Rudy Verkempinck
- 1998:  Ronny Desmedt
- 1998-2002:  Dennis Van Wijk (31 ottobre 1998 - 30 giugno 2002)
- 2002-2004:  Jerko Tipurić
- 2004-2007:   Harm Van Veldhoven (22 maggio 2004 - 30 giugno 2007)
- 2007-2010:  Glen De Boeck
- 2010-2012:  Bob Peeters (27 maggio 2010 - 27 ottobre 2012)
- 2012:  Lorenzo Staelens (ad interim) (28 ottobre 2012 - 4 novembre 2012)
- 2012-2013:  Foeke Booy (5 novembre 2012 - 4 aprile 2013)
- 2013-2014:  Lorenzo Staelens
- 2014-2015:  Arnar Viðarsson
- 2015:  Dennis Van Wijk
- 2015-2016:  Frederik Vanderbiest
- 2016:  Vincent Euvrard
- 2016-2017:  José Riga
- 2017-2018:  Franky Vercauteren
- 2018-2019:  Laurent Guyot (1º luglio 2018 - 2 maggio 2019)
- 2019:  Fabien Mercadal (1º luglio 2019 - 7 ottobre 2019)
- 2019-2020:  Bernd Storck (12 ottobre 2019 - 31 maggio 2020)
- 2020:  Andreas Patz (18 giugno 2020 - 6 luglio 2020)
- 2020-2021:  Paul Clement (3 luglio 2020 - 1º febbraio 2021)
- 2021:  Yves Vanderhaeghe (3 febbraio 2021 - 22 novembre 2021)
- 2021-2022:  Dominik Thalhammer (28 novembre 2021 - 16 settembre 2022)
- 2022-oggi:  Miron Muslic (16 settembre 2022 - oggi)

## Palmarès

### Competizioni nazionali
- Campionato belga: 3

1910-1911, 1926-1927, 1929-1930
- Tweede klasse: 5

1937-1938, 1970-1971, 1978-1979, 2002-2003, 2017-2018
- Derde klasse: 2

1955-1956, 1967-1968
- Coppa del Belgio: 2

1926-1927, 1984-1985

## Organico

### Rosa 2024-2025
Aggiornata al 30 gennaio 2025.
| N. |                     | Ruolo | Calciatore          |
| -- | ------------------- | ----- | ------------------- |
| 1  | Brasile (bandiera)  | P     | Warleson            |
| 2  | Guinea (bandiera)   | D     | Ibrahim Diakité     |
| 3  | Lituania (bandiera) | D     | Edgaras Utkus       |
| 4  | Francia (bandiera)  | D     | Dalangunypole Gomis |
| 6  | Ghana (bandiera)    | C     | Lawrence Agyekum    |
| 7  | Francia (bandiera)  | C     | Malamine Efekele    |
| 8  | Brasile (bandiera)  | C     | Erick Nunes         |
| 10 | Brasile (bandiera)  | A     | Felipe Augusto      |
| 11 | Ecuador (bandiera)  | C     | Alan Minda          |
| 13 | Germania (bandiera) | A     | Paris Brunner       |
| 15 | Belgio (bandiera)   | D     | Gary Magnée         |
| 17 | Ghana (bandiera)    | C     | Abu Francis         |
| 18 | Belgio (bandiera)   | D     | Senna Miangue       |
| 19 | Belgio (bandiera)   | C     | Kazeem Olaigbe      |

| N. |                           | Ruolo | Calciatore              |
| -- | ------------------------- | ----- | ----------------------- |
| 20 | Portogallo (bandiera)     | D     | Nazinho                 |
| 21 | Belgio (bandiera)         | P     | Maxime Delanghe         |
| 22 | Belgio (bandiera)         | C     | Alama Bayo              |
| 27 | Francia (bandiera)        | C     | Nils De Wilde           |
| 28 | Belgio (bandiera)         | C     | Hannes Van der Bruggen  |
| 30 | Brasile (bandiera)        | C     | Bruninho                |
| 34 | Belgio (bandiera)         | A     | Thibo Somers (capitano) |
| 66 | Belgio (bandiera)         | D     | Christiaan Ravych       |
| 76 | Francia (bandiera)        | D     | Jonas Lietaert          |
| 84 | Belgio (bandiera)         | P     | Bas Langenbick          |
| 90 | Costa d'Avorio (bandiera) | D     | Emmanuel Kakou          |
| 99 | Burkina Faso (bandiera)   | A     | Abdoul Kader Ouattara   |
|    | Francia (bandiera)        | D     | Lucas Perrin            |